# Henri Tajfel
Henri Tajfel (nacido Hersz Mordche: Włocławek, 22 de junio de 1919–Bristol, 3 de mayo de 1982) fue un psicólogo social británico de origen polaco, más conocido por su trabajo pionero sobre los aspectos cognitivos del prejuicio, por ser el principal desarrollador de la Teoría de la identidad social así como uno de los fundadores de la Asociación Europea de Psicología Social Experimental.

## Biografía

### Primeros años
Tajfel creció en Polonia. Era hijo de un empresario judío polaco. Marchó a los dieciocho años para estudiar química en la Sorborna, Francia, pues era muy difícil para un judío acceder a la universidad en Polonia por aquella época. Pero al estallido de la Segunda Guerra Mundial fue llamado a filas en el ejército francés. Un año más tarde, fue hecho prisionero de guerra por los alemanes. Mintió al declararse a sí mismo, por entonces, como de nacionalidad francesa; si bien, sí admitió su condición de judío. Finalmente, sobrevivió el evento, tras su paso por una serie de campos de prisioneros de guerra por Alemania y Austria. Al regresar a su patria, fue para descubrir que nadie en su familia cercana, y pocos de sus amigos, habían sobrevivido al Holocausto nazi. Más tarde, escribiría sobre el profundo efecto que todo esto tuvo sobre él y sobre cómo lo inspiró a investigar sobre la psicología del prejuicio y las relaciones intergrupales. Tajfel solía aludir a su idea, para ilustrar su teoría sobre la existencia de un continuum interpresonal-intergrupal, de que de haber sido descubierto por sus captores como judío polaco, perdiendo su consideración de judío francés, ellos le habrían procurado su ejecución, más allá de toda consideración hacia las relaciones interpersonales establecidas.
Después de la guerra Tajfel trabajó para una serie de organizaciones humanitarias, entre las que se encontraba la Œuvre de Secours aux Enfants (OSE). El trabajo de Tajfel con la OSE consistió en reubicar niños judíos, muchos de los cuales eran huérfanos o habían perdido a su familia. Tajfel solía decir con frecuencia que su trabajo con la OSE fue el logro más importante de su vida, y se mantenía en contacto con muchos de los niños cuyas vidas ayudó a reconstruir. También trabajó para la Organización Internacional de Refugiados de las Naciones Unidas.

### Traslado al Reino Unido
A Tajfel le concedieron la nacionalidad francesa en 1946. Sin embargo, pronto conocería a su futura esposa Anna-Sophie Eber (Ann), quien había nacido en Alemania pero se había mudado al Reino Unido antes de la guerra. Henri y Ann establecieron su hogar en el Reino Unido donde nacieron sus dos hijos Michael y Paul. Henri adquirió nacionalidad británica (para más detalles, véase la biografía en el Diccionario de Oxford de ciudadanía británica).
En 1951 Tajfel comenzó a estudiar psicología en el Birkbeck College de la Universidad de Londres. Ganó una beca para estudiantes maduros con un ensayo sobre el “Prejuicio”. En 1954 se graduó y trabajó como lector, primero en la Universidad de Durham y después en Oxford. En su trabajo de investigación en la Universidad de Oxford, Tajfel examinó varias áreas diferenciadas de la psicología social, entre las que se incluían la psicología social del juicio social, el nacionalismo y, la más importante, la de los aspectos cognitivos del prejuicio. En 1967 fue hecho catedrático de psicología social en la Universidad de Bristol. En Bristol, condujo una investigación sobre relaciones intergrupales y tomó parte activa en convertir la Universidad de Bristol en un centro europeo para la psicología social. Se retiró de Bristol y regresó a Oxford poco antes de fallecer en 1982 a causa de un accidente de avión.

## Carrera como psicólogo social

### Primeras investigaciones
Las primeras investigaciones de Tajfel en Durham y Oxford consistieron en el examen de los procesos del juicio social. Tajfel creía que los procesos cognitivos de la categorización configuraban de manera decisiva las dimensiones psicológicas del prejuicio. Esto se oponía a los puntos de vista predominantes por entonces. Muchos psicólogos suponían que el prejuicio extremo venía como resultado de factores de la personalidad, como el autoritarismo. De acuerdo a esta perspectiva, solo aquellos individuos con personalidades que los predispusieran al prejuicio eran propensos a convertirse en intolerantes. Tajfel creía que ello era erróneo. Pues había visto cómo miríadas de alemanes (y no solo aquellos con personalidades características) habían apoyado el nazismo y habían adoptado opiniones extremas sobre los judíos. El nazismo no habría triunfado sin el apoyo genérico del ciudadano alemán “ordinario”. Tajfel trató de averiguar si las raíces del prejuicio podrían hallarse en procesos “ordinarios” de pensamiento, más que en caracteres “extraordinarios” de personalidad.
Condujo una serie de experimentos, investigando el papel de la categorización. Uno de sus más notables experimentos consideraba la manera en que la gente juzgaba la longitud de las líneas. Averiguó que la imposición de una categoría sobre las mismas afectaba a los juicios directamente. Si las líneas se presentaban individualmente, y sin etiqueta de categoría, entonces los errores de juicio tendían a ser aleatorios. No obstante, si las líneas más largas eran etiquetadas con “A” y las más cortas con “B”, entonces los errores seguían un patrón. Los sujetos tendían a juzgar las líneas de cada categoría como más similares de lo que realmente eran; así como las diferencias entre categorías como mayores de lo que realmente eran (esto es: las diferencias entre la línea más larga de “B” y la más corta de “A”). Estos resultados han influenciado trabajos posteriores sobre categorización y se han, asimismo, repetido.
Tajfel relacionó estas investigaciones directamente con el área del prejuicio. Estimó que imponer distinciones categóricas sobre líneas (“A” y “B”) es análogo a dividir la esfera de lo social en grupos distintos de individuos (“franceses”, “alemanes”, “británicos”, etcétera). Los resultados de sus experimentos mostraron cuán profundamente se hallaba asentada cognitivamente en los sujetos la predisposición a presuponer que todos los elementos de una categoría (por ejemplo, todos los “franceses” o todos los “británicos”) eran más similares entre ellos de lo que realmente lo eran, y, en la misma línea, que los pertenecientes a categorías distintas se diferenciaban más de lo que objetivamente lo hacían (por ejemplo, exagerando las diferencias entre “franceses” y “británicos”). En este respecto, estableció analogía entre los juicios sobre las líneas y los estereotipos sobre grupos sociales. Tajfel, asimismo, señaló que si el sujeto estimaba las categorías como valiosas entonces estos procesos de exageración tendían a acentuarse.
Las implicaciones de su punto de vista eran profundas. Conllevaban que algunas de las raíces más primitivas del prejuicio no se hallaban en rasgos de personalidad excepcionales sino, de forma general, en procesos “ordinarios” de pensamiento, especialmente los de categorización. Tajfel bosquejó estas ideas en su artículo “Aspectos cognitivos del prejuicio”, que fue publicado por primera vez en 1969 y reeditado posteriormente. Por este artículo, la Sociedad para el Estudio Psicológico de Asuntos Sociales premió a Tajfel con el Premio Gordon Allport de Relaciones Intergrupales.

### Relaciones intergrupales
Habiéndose trasladado a la Universidad de Bristol, Tajfel comenzó a trabajar en las relaciones intergrupales y, particularmente, en su paradigma del grupo mínimo. En estos experimentos, los sujetos de pruebas eran arbitrariamente divididos en dos grupos, sobre la base de algún criterio trivial y completamente irrelevante. Los participantes no conocían a los otros miembros de su grupo, ni siquiera sabían quiénes eran, y no tenían ninguna razón para pensar que mantendrían con ellos contacto en el futuro. Aun así, los miembros de ambos grupos comenzaron a identificarse a sí mismos con su grupo específico, y favorecían a los individuos de su mismo grupo con recompensas que maximizaran los rendimientos del grupo al que arbitrariamente pertenecían. Y aunque la categorización de los individuos en grupos viniera en función de un simple lanzamiento de moneda, esta categorización parecía ya ser razón suficiente para que la gente dispensara valiosas recompensas a favor de los miembros de su mismo grupo, en detrimento de los del grupo “distinto”.

### Teoría de la identidad social
Posteriormente, Tajfel y su estudiante John Turner, desarrollaron la Teoría de la identidad social. Propusieron que la gente tiene tendencia innata a categorizarse a sí misma en grupos excluyentes (“ingroups”), construyendo una parte de su identidad sobre la base de su membresía en ese grupo y forzando fronteras excluyentes con otros grupos ajenos a los suyos (“outgroups”).
La Teoría de la identidad social sugiere que la gente se identifica con grupos con el fin de “maximizar su distinción positiva”, ofreciéndole los grupos tanto identidad cultural (nos dicen quiénes somos) y autoestima (nos hacen sentir bien con nosotros mismos). La Teoría de la identidad social tuvo impacto sustancial sobre muchas áreas de la psicología social, como la dinámica de grupos, las relaciones intergrupales, el prejuicio y estereotipado, y la psicología organizacional.

### La influencia de Tajfel
La influencia de Tajfel sobre la psicología social, especialmente la británica y europea, continúa siendo notable. Su influencia ha sobrepasado sus opiniones particulares sobre identidad social y juicio social. Tajfel tuvo el deseo de crear una psicología social, genuinamente social, y comprometida con asuntos de mayor alcance. Demasiado del trabajo de la psicología social era, en su opinión, trivial y basada en lo que él llamó “experimentos en el vacío”. En opinión de Tajfel, los psicólogos sociales deberían dirigirse más hacia los problemas sociales serios, fijándose en la manera que las dimensiones de la psicología tienen de interactuar con los factores históricos, ideológicos y culturales. La influencia de la visión general de Tajfel puede verse en el libro Social Groups and Identities. Este libro fue un tributo póstumo a su persona, conteniendo capítulos escritos por muchos de sus antiguos estudiantes. Algunos de sus estudiantes siguieron desarrollando sus teorías sobre identidad social, mientras que otros se centraron en la línea de sus primeras investigaciones sobre juicio social. En el libro, asimismo, se encuentran capítulos de estudiantes que desarrollaron formas muy distintas de psicología social. No obstante, todos ellos se unieron para homenajear la fuerza de la visión de Tajfel por una psicología social amplia de miras y políticamente relevante.